# Cloué
Cloué település Franciaországban, Vienne megyében. Lakosainak száma 492 fő (2022. január 1.). Cloué Celle-Lévescault, Coulombiers, Lusignan és Marçay községekkel határos.

## Népesség
A település népességének változása:
| Lakosok száma | 510  | 515  | 507  | 496  | 490  | 493  | 496  | 495  | 492  |
|               | 2013 | 2015 | 2016 | 2017 | 2018 | 2019 | 2020 | 2021 | 2022 |